# 瑟倫·尼爾斯·艾希貝爾格
瑟倫·尼爾斯·艾希貝爾格（丹麥語：Søren Nils Eichberg，1973年7月23日－），出生德國，知名作曲家、指揮家。 2010年起，擔任丹麥國家交響樂團駐團作曲家，並成為第一位在其團史上德籍作曲家。求學期間，不僅學習作曲，艾希貝爾格也專研鋼琴演奏以及指揮，並指揮哥本哈根愛樂樂團和科隆室內樂團（Cologne Chamber Orchestra）。2001年，艾希貝爾格在布魯塞爾伊丽莎白王后国际音乐比赛獲作曲第一名之後，就將其重心轉向作曲。他的音樂創作囊括了交響曲、協奏曲、歌劇、獨奏曲以及室內樂。

## 獲獎
- 伊丽莎白王后国际音乐比赛
- 坦格活德音樂節作曲協會（The Composition Fellowship of the Tanglewood Music Festival）
- 丹麥文化部作曲大賽（The 3-year Composition Grant of the Minster for Culture of Denmark）
- 德國阿登納基金會作曲獎學金（The Composition Stipend of the German Konrad-Adenauer-Foundation）
- 奇維泰拉·拉涅利獎學金（The Civitella Ranieri Fellowship(Italy / New York)）
- 奧納西斯公益基金會作曲獎（The Composition Prize of the Onassis Public Benefit Foundation）

## 專輯列表
- 《In 27 Pieces》(2014)
- 《[Before Heaven, Before Earth》(2013)
- 《[Endorphin》(2012)
- 《Distant Still》(2011)
- 《ALPHA》(2006)
- 《Missa Brevis》(2002)
- 《Queen Elisabeth Competition, Violin》(2001)

## 受邀委託創作
- 希拉里·哈恩（Hilary Hahn）
- 德國現代室內樂團（Ensemble Modern）
- 馬勒室內樂團（Mahler Chamber Orchestra）
- 布羅茨基四重奏（The Brodsky Quartet）
- 薩爾布呂肯廣播交響樂團（Radio Symphony Orchestra Saarbrucken）
- 明斯特和施滕達爾劇院歌劇院（Opera House of Munster and the Theatre of Stendal）
- 歐登塞交響樂團（Odense Symphony Orchestra）
- 西北德國愛樂樂團（Nordwestdeutsche Philharmonie）
- 挪威卑爾根國際音樂節（Bergen International Festival）
- 費魯吉歐·布索尼國際鋼琴比賽（Ferruccio Busoni International Piano Competition）
- ARD國際音樂大賽（ARD International Music Competition）
- 日本萬歲殿大提琴比賽（日语：ビバホールチェロコンクール）

## 主要出版商
- 威廉·漢森出版
- 環球出版

## 外部連結
- 瑟倫·尼爾斯·艾希貝爾格個人網站 （页面存档备份，存于）(英、德)
- 瑟倫·尼爾斯·艾希貝爾格YOUTUBE主題頻道 （页面存档备份，存于）